# The Island (film, 2011)
Cet article concerne le film de Kamen Kalev. Pour le film de Michael Bay, voir The Island.
Pour les articles homonymes, voir The Island.
Pour plus de détails, voir Fiche technique et Distribution.
The Island (Островът, Ostrovat) est un film bulgare et suédois de Kamen Kalev présenté à la Quinzaine des Réalisateurs à Cannes en 2011.

## Synopsis
Sophie invite Daneel à un voyage romantique sur l'île où le couple séjourne à l'ombre du phare, entre église oubliée et ancienne prison. Elle découvre le goût du tarator. Lui vient de Bourgas où la mer noire a la couleur de ses idées, ses hallucinations qui l'enferment dans sa quête obsessionnelle d'identité, jusqu'à la violence. Daneel fait le grand saut.

## Fiche technique
- Titre : The Island
- Titre original : Островът[n 1] (Ostrovat)
- Titre international anglais : The Island
- Réalisation et scénario : Kamen Kalev
- Collaboration créative : Stefan Piryov
- Photographie : Julian Atanassov
- Musique : Jean-Paul Wall
- Montage : Asa Mossberg, Mikkel E.G. Nielsen
- Sociétés de production : Art Eternal, Chimney Pot, Film i Väst, Waterfront Film
- Société de distribution : Le Pacte
- Pays d’origine : Bulgarie, Suède
- Langue originale : bulgare, anglais, français
- Format : couleur — 35 mm
- Genre : drame
- Durée : 95 minutes
- Dates de sortie :
  - France : 16 mai 2011 Quinzaine des Réalisateurs[4] à Cannes[5]
  - Bulgarie : 10 octobre 2011 au théâtre national Ivan Vazov[6] de Sofia

## Distribution
- Lætitia Casta : Sophie[8]
- Thure Lindhardt : Daneel

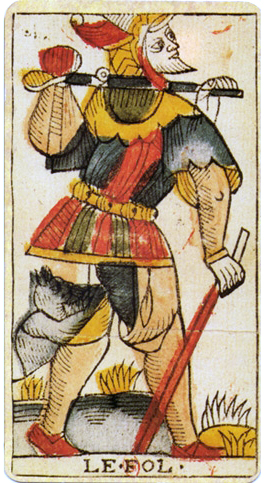
Le Fol au tarot

- Boyka Velkova : Irina, la gardienne du phare avec Pavel
- Rousy Chanev : Pavel
- Alejandro Jodorowsky : Jodo[n 2], le tarologue dans son propre rôle
- Mihail Mutafov : Ilia, un ami sur l'île
- Elli Medeiros : Jeanette
- Olivier Claverie : Simon
- Alexander Elenkov : Bellboy
- Bertille Chabert : Lou enfant
- Валя[6]

## Bande originale
- musique originale par Jean-Paul Wall[10]
- Clap Hands par Tom Waits[10]
- Sonate pour piano no 1 de Mozart[10]

## Distinctions

### Récompenses
- prix de la meilleure photographie Julian Atanassov au 30e festival du film de la Rose d'Or de Varna, 18 octobre 2011[11]

### Nominations
- 43e édition de la Quinzaine des Réalisateurs[4] à Cannes, sélection officielle, 16 mai 2011[12]
- 44e Festival international du film de Catalogne, Sitges[13], 10 octobre 2011
- 33e Cinémed[14], le Festival Méditerranéen de Montpellier, 23 octobre 2011
- 52e Festival international du film de Thessalonique[15], 7 novembre 2011

## Production
The Island est une coproduction de Waterfront Film et Art Eternal (Bulgarie), Chimney Pot et Film i Väst (Suède) avec le support de la Télévision nationale bulgare, d'Eurimages et du Centre national bulgare du film.

## Autour du film
Le réalisateur Kamen Kalev intègre des éléments autobiographiques concernant Daneel et Sophie sur l'île.